# Маурер, Конрад фон
Конрад Генрих фон Ма́урер (нем. Konrad Heinrich von Maurer; 29 апреля 1823, Франкенталь (Пфальц) — 16 сентября 1902, Мюнхен) — немецкий историк германского права, филолог и нордист, профессор Мюнхенского университета (1847—1893), доктор наук. Один из самых видных исследователей нордического права и конституционной истории.

## Биография
Сын баварского государственного деятеля и юриста Георга Людвига фон Маурера. Изучал право в университетах Мюнхена , Лейпцига и Берлина, в 1845 году защитил докторскую диссертацию. В 1847 году стал адъюнкт-профессором, в 1855 году — полным профессором истории права в университете Мюнхена. Читал лекции в Мюнхене, Осло и Копенгагене.
В 1876 ему было пожаловано дворянство.
Вышел в отставку в 1888 году и умер в 1902 году. Похоронен на Старом южном кладбище Мюнхена.
Обширная библиотека Маурера, которую он унаследовал от своего отца и расширил до более чем 9000 томов, была продана в 1904 году, бо́льшей частью в библиотеку Гарвардского университета, остальное — в коллегии адвокатов Нью-Йорка. Часть книг находится сегодня в библиотеках юридических факультетов Йельского университета и Университета Джорджа Вашингтона.
В семье К. Маурер было восемь детей. Его старший сын Людвиг Маурер стал математиком.

## Научная деятельность

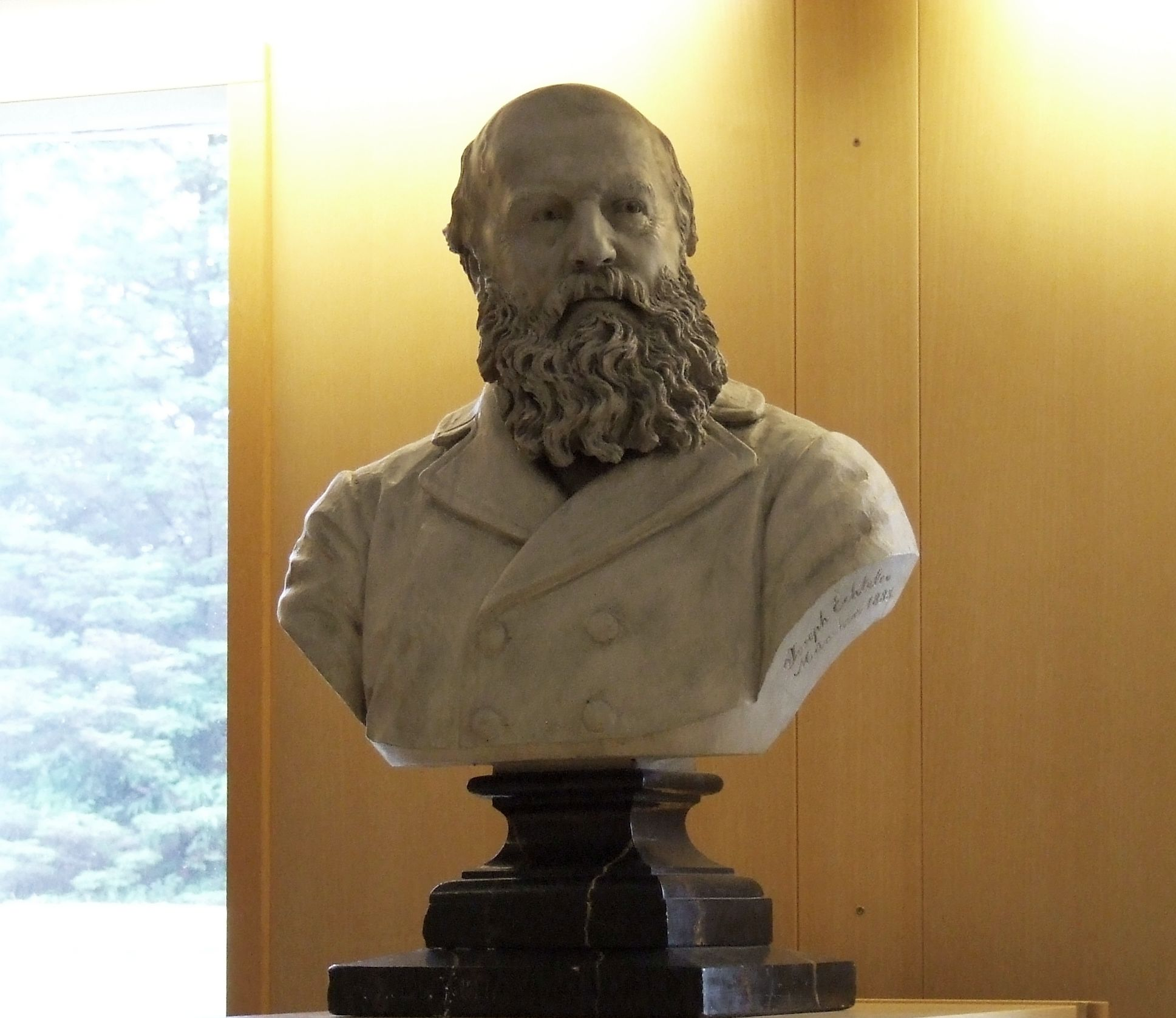
Бюст Конрада фон Маурера скульптора Йозефа Эхтелера

Специалист германской и скандинавской правовой и конституционной истории. Научная деятельность К. Маурера была направлена, главным образом, на изучение истории северо-германского права, имеющего огромное значение для ранней истории общегерманского древнего права вообще.
Работы Маурера в этой области имели большое влияние на формирование идеологии национал-социализма.
Кроме того, особый интерес Маурера был посвящён исландской литературе, истории, языку и культуру. Он был убежденным сторонником политической независимости Исландии от датского правления. В 1858 году Маурер предпринял несколько поездок в Исландию. Вдохновленный встречами с Якобом Гриммом (одним из братьев Гримм), он использовал возможность, для сбора исландских народных сказок, которые опубликовал после его возвращения на родину под названием «Isländische Volkssagen der Gegenwart». Это было первое подробное издание исландских народных сказок на немецком языке.

## Избранные труды
- Die Entstehung des isländisch. Staates und seiner Verfassung (Мюнхен, 1852),
- Die Bekehrung des norwegischen Stammes zum Christentum (1855—1856),
- Island von seiner ersten Entdeckung bis zum Untergänge des Freistaates (1874),
- Zur politischen Geschichte Islands (Лейпциг, 1880),
- Ueber blick über die Geschichte der Nordgermanischen Rechtsquellen1 (в Holtzendorff’s «Encyklopädie»),
- Vorlesungen über altnordische Rechtsgeschichte (1907—1910), 5 томов

## Награды
- 1865 — член Баварской академии естественных и гуманитарных наук
- 1876 — Рыцарский крест ордена Гражданских заслуг Баварской короны
- 1876 — почëтный доктор университета Кристиании (ныне Университет Осло)
- 1882 — почëтный доктор Университета Эдинбурга
- 1882 — почëтный доктор Университета Вюрцбурга
- 1884 — Командор 1 класса ордена Полярной звезды (Швеция)
- Рыцарь ордена заслуг Святого Михаила первой степени
- Кавалер ордена Максимилиана «За достижения в науке и искусстве» (Бавария)
- Почетный Крест ордена Людвига (Бавария)
- 1885 — член Датская королевская академия наук
- 1888 — Командор 1 класса ордена Даннеброга (Дания)
- 1893 — Кавалер Большого креста Королевского Норвежского ордена Святого Олафа (Норвегия) и др.